# Taylor Creek (Ohio)
Taylor Creek es un lugar designado por el censo ubicado en el condado de Hamilton en el estado estadounidense de Ohio. En el Censo de 2010 tenía una población de 3062 habitantes y una densidad poblacional de 140,16 personas por km².

## Geografía
Taylor Creek se encuentra ubicado en las coordenadas 39°14′11″N 84°40′47″O / 39.23639, -84.67972. Según la Oficina del Censo de los Estados Unidos, Taylor Creek tiene una superficie total de 21.85 km², de la cual 21.85 km² corresponden a tierra firme y (0%) 0 km² es agua.

## Demografía
Según el censo de 2010, había 3062 personas residiendo en Taylor Creek. La densidad de población era de 140,16 hab./km². De los 3062 habitantes, Taylor Creek estaba compuesto por el 95.66% blancos, el 2.16% eran afroamericanos, el 0.07% eran amerindios, el 1.01% eran asiáticos, el 0% eran isleños del Pacífico, el 0.29% eran de otras razas y el 0.82% pertenecían a dos o más razas. Del total de la población el 1.11% eran hispanos o latinos de cualquier raza.